# Harry Linka

Die erfolgreiche Mannschaft des SV Sodingen von 1955; untere Reihe, 1. von links: Harry Linka

Harry Linka (* 15. Oktober 1930; † 29. Mai 2017) war ein deutscher Fußballspieler. Der Offensivspieler absolvierte bei den Vereinen SpVgg Erkenschwick, SV Sodingen und VfL Bochum in der damals erstklassigen Oberliga West von 1951 bis 1961 insgesamt 236 Ligaspiele, in denen er 50 Tore erzielte. In der Saison 1954/55 errang der Angreifer mit dem Herner Stadtteilverein SV Sodingen die Vizemeisterschaft in der Westliga und nahm an der Endrunde um die deutsche Fußballmeisterschaft teil.

## Laufbahn als Fußballer
Die ersten zwei Runden im Seniorenbereich verbrachte der Nachwuchsfußballer Harry Linka von 1949 bis 1951 mit Westfalia Herne in der 2. Liga West. Der junge Offensivspieler sammelte dabei in der Zweitklassigkeit Spielerfahrung an der Seite von Leistungsträgern wie Günter Grandt und Ehrenfried Wydra. Nach 25 Ligaeinsätzen mit zehn Toren schloss er sich zur Saison 1951/52 dem Oberligisten SpVgg Erkenschwick an. Bei dem „Kumpel“-Verein um die Zeche Ewald und auf dem Platz um den überragenden Spielführer Julius „Jule“ Ludorf gruppiert, lernte Linka in vollen Zügen den Abstiegskampf kennen. Am Rundenende belegte die Rot-Schwarzen vom Stimbergstadion den 14. Rang; Linka hatte in 20 Spielen acht Tore erzielt. Jetzt war aber noch – 11. Mai bis 15. Juni – eine Relegationsrunde gegen die zwei Vizemeister der 2. Liga West Gruppe 1 und 2 gemeinsam mit dem STV Horst-Emscher (13. der Oberliga) zu spielen. Die beiden Oberligisten setzten sich gegen den VfB Bottrop und die TSG 80 Vohwinkel durch und verblieben damit nach sechs Relegationsspielen in der Oberliga West. In seinem zweiten Jahr bei der Stimberg-Elf, 1952/53, konnte aber mit einer 1:29-Auswärtspunktebilanz der Klassenerhalt nicht realisiert werden. Unter Trainer Willy Jürissen hatte Linka in 20 Spielen sieben Tore erzielt. Linka verblieb aber in der Oberliga, er unterschrieb zur Saison 1953/54 einen neuen Vertrag beim SV Sodingen und kehrte damit wieder nach Herne zurück.
Die Grün-Weißen, im Schatten der Zeche Mont Cenis spielend, waren 1952 in die Oberliga aufgestiegen und konnten nur knapp im zweiten Oberligajahr die Klassenzugehörigkeit erhalten. Linka hatte in 16 Einsätzen drei Tore erzielt und hatte an der Seite der Stammspieler Alfred Schmidt, Johann Adamik, Josef Bothe, Siegfried Geesmann, Gerhard Harpers, Alfons Nowak, Willi Schumacher und Horst Wenker unter Trainer Walter Ochs die speziellen Abläufe in Sodingen erfahren dürfen. Die Runde wurde am 11. April 1954 mit einer 1:2-Niederlage gegen den 1. FC Köln beendet, der damit mit einem Punkt Vorsprung vor Rot-Weiss Essen die Meisterschaft gewann.
In die Runde 1954/55 starteten die Grün-Weißen mit zwei Auftaktsiegen gegen Dellbrück (1:0) und Duisburger SpV (2:1). Von Beginn an gehörte Harry Linka der im WM-System antretenden Stammformation von Trainer Ludwig Tretter an, entweder als Mittelstürmer oder als Rechtsaußen. Aus den letzten acht Rundenspielen, vom 6. März bis 1. Mai 1955, holte sich Sodingen 14:2 Punkte und erreichte völlig überraschend die Vizemeisterschaft in der Oberliga West. Mit 40 Gegentoren erwies sich die Abwehr um Torhüter Günter Sawitzki und Leo Konopczynski als Grundlage des Erfolges. Für die nötigen Tore sorgten Franz Wächter (14 Tore), Gerhard Harpers (9 Tore), Willi Demski und Linka mit je acht Toren, sowie Horst Wenker mit sieben Treffern. Für die Teilnahme an der Endrunde um die deutsche Meisterschaft benötigte der Westvize noch ein Qualifikationsspiel gegen den SSV Reutlingen; beim 3:0-Erfolg zeichnete sich Rechtsaußen Linka als Torschütze aus. In den Gruppenspielen gegen Südwestmeister 1. FC Kaiserslautern (mit den 54ern-Weltmeistern Fritz Walter, Ottmar Walter, Horst Eckel, Werner Liebrich, Werner Kohlmeyer), Nordmeister Hamburger SV (mit den Jungen Horst Schnoor, Uwe Seeler, Klaus Stürmer und den Routiniers Franz Klepacz, Josef Posipal, Herbert Wojtkowiak) und dem Berliner Meister Viktoria 1899 Berlin um Helmut Jonas und Werner Nocht, trat Sodingen in den Heimspielen in der Schalker Glückauf-Kampfbahn an. Herausragend waren dabei die Heimspiele am 22. Mai gegen den FCK und am 11. Juni gegen den HSV. In beiden Spielen war der Zuschauerzuspruch überwältigend: Gegen die Walter-Elf sollen nach Augenzeuge Landefeld über 80.000 Zuschauer versucht haben, das Spiel im Stadion zu verfolgen, 30.000 mussten wieder abziehen, aber an die 55.000 waren drin. Zur Halbzeit drohte der Spielabbruch, als die Zuschauer in dichtgedrängten Scharen etwa zwanzig Meter weit auf (!) dem Spielfeld standen. Was Wunder, dass Sodingen, dessen eigener Platz nicht endrundenreif war, sein nächstes Heimspiel gegen den Hamburger SV nicht mehr in Schalke austragen durfte, sondern nach Köln-Müngersdorf reisen musste. Dort kamen aber auch 50.000 Zuschauer beim 1:1 gegen den Nordmeister. Beide Spiele gegen Kaiserslautern endeten mit 2:2 und die Pfälzer errangen mit 9:3 Punkten den 1. Gruppenplatz. Der HSV (8:4) und Sodingen folgten mit 7:5 Punkten auf den Plätzen. Linka war in allen sieben Endrundenspielen zum Einsatz gekommen und hatte drei Tore erzielt.
Der Angreifer spielte noch drei weitere Runden für die „Knappen“-Elf aus Sodingen, es ging aber in der Tabelle nach unten. Das Zechensterben bedeutete den Niedergang des Vereins. Daran konnten auch Talente wie Hans Cieslarczyk und Josef Marx nichts ändern. Nach der Runde 1957/58, Sodingen hatte mit einem Punkt Vorsprung gegenüber dem Wuppertaler SV, nochmals den Klassenerhalt erreicht, war die Zeit von Linka in Sodingen beendet. Nach fünf Runden mit 112 Spielen und 19 Toren schloss er sich dem Ligakonkurrenten VfL Bochum an.
Beim VfL erlebte er in seiner ersten Runde, 1958/59, das Erreichen des ausgezeichneten 4. Ranges. Mit Trainer Herbert Widmayer und an der Seite von Mitspielern wie Lothar Geisler und Heinz Lowin kam Linka in 29 von 30 Ligaspielen zum Einsatz und erzielte zwei Tore. Er kam jetzt aber nicht mehr im Angriff zum Einsatz, sein Platz war jetzt der des rechten Verteidigers. In seinem dritten Bochumer-Jahr, 1960/61, ereilte den VfL aber unter Trainer Fritz Silken der Abstieg. Linka lief für Bochum danach auch noch unter Trainer Hermann Lindemann und Mitspielern wie Dieter Backhaus, Werner Jablonski und Egon Milder zwei Jahre in der zweitklassigen 2. Liga West auf, ehe er im Sommer 1963 nach 31 Zweitligaeinsätzen (4 Tore) seine höherklassige Laufbahn beendete.